# El señor de La Querencia (telenovela de 2024)
El señor de La Querencia fue una telenovela chilena de drama de época y suspenso producida por Mega y Chilefilms. Fue una nueva versión y reinicio de la controversial telenovela homónima de 2008, que fue escrita por Víctor Carrasco y emitida por Televisión Nacional de Chile. Estrenada por el canal Mega el 17 de julio de 2024 y finalizada el 5 de diciembre de ese mismo año, sucediendo en el horario a Como la vida misma Prime. 
Fue protagonizada antagónicamente por Gabriel Cañas en el personaje titular, junto con las actuaciones estelares de María Gracia Omegna y Nicolás Oyarzún.

## Sinopsis
Esta historia se remonta en un contexto histórico de un Chile en el año 1920, y que, luego del fin de la Primera Guerra Mundial, repercutía con varios movimientos anarquistas, subversivos, y universitarios.  
Es en ese ambiente que los apacibles, calmados, pacíficos y tranquilos días en una hacienda llamada La Querencia están a punto de terminar. La llegada inesperada de Manuel Pradenas (Nicolás Oyarzún), calichero revolucionario que regresa desde el norte del país para despedirse de su moribunda madre, Bernarda (Norma Norma Ortiz), pondrá en jaque la hegemonía autoritaria del aristócrata José Luis Echeñique (Gabriel Cañas), quien es el patrón de fundo en su tradicional hacienda y en su matrimonio con Leonor Amenábar (María Gracia Omegna). 
Así, la vida familiar de los Echeñique Amenábar y sus tres hijos, Ignacio (Francisco Dañobeitía), Luis Emilio (Joaquín Guzmán) y "Teresita" (Vivianne Dietz), cambiará para siempre, derrumbándose los valores rígidos, abusos e imposiciones que por años reinaron en La Querencia.

## Reparto
Una lista completa del reparto confirmado se publicó a través de Mega el 15 de julio de 2024, dos días antes de su estreno.

### Principales
- Gabriel Cañas como José Luis Echeñique[6]
- María Gracia Omegna como Leonor Amenábar [7]
- Nicolás Oyarzún como Manuel Pradenas[8]
- Ignacia Baeza como Mercedes Amenábar de los Ríos
- Luz Valdivieso como Leontina Aguirre
- Roberto Farías como Buenaventura Moreno
- Lorena Capetillo como María Pradenas
- Francisco Dañobeitía como Ignacio Echeñique[9]
- Vivianne Dietz como Teresita Echeñique / "La Morena"[10]
- Paula Luchsinger como Lucrecia Santa María
- Francisca Walker como Herminia Pradenas
- Joaquín Guzmán como Luis Emilio Echeñique
- Vanessa Perić como Violeta Moreno
- Simón Pešutić como Juan Cristóbal León[11]
- Paulina Hunt como Carmen Soto

## Producción
A comienzos de 2024 un reportaje del medio El Mostrador reveló que Televisión Nacional de Chile licenció los derechos de tres de sus telenovelas más exitosas del último tiempo a Mega, entre ellas El señor de La Querencia (2008), por un monto cercano a 200.000 dólares cada título en un período de ocho años para realizar adaptaciones con sus propios elencos. La compra de guiones generó críticas en las redes sociales y en diversas opiniones de múltiples personalidades contra Televisión Nacional de Chile por venta de su patrimonio.
Mientras que la dirección estuvo a cargo de Nicolás Alemparte, la producción musical fue realizada bajo la dirección del recordado cantautor, músico y productor musical Claudio Carrizo.

## Versiones
- 2008: El señor de La Querencia telenovela chilena escrita por Víctor Carrasco, dirigida por Germán Barriga Cosmelli y protagonizada por Julio Milostich, Sigrid Alegría y Álvaro Rudolphy.[18][19]

## Premios
- Mejor Guión de Telenovela o Superserie - Premios Produ 2024 (Latinoamérica)
- Mejor Actriz de Reparto en Telenovela (Vanessa Perić) - Premios Caleuche 2025 (Chile)
- Mejor Actor de Reparto en Telenovela (Roberto Farías) - Premios Caleuche 2025 (Chile)
- Mejor Actriz en Telenovela (María Gracia Omegna) - Premios Caleuche 2025 (Chile)
- Mejor Actor en Telenovela (Gabriel Cañas) - Premios Caleuche 2025 (Chile)